# In Rainbows - From the Basement
In Rainbows: From The Basement es el nombre de un videoálbum de la banda de rock británica Radiohead. El álbum contiene todas las canciones del disco In Rainbows (a excepción de "Faust Arp" y "Jigsaw Falling Into Place"), más dos canciones del disco 2 de In Rainbows ("Bangers & Mash" y "Go Slowly"), un tema del disco Kid A ("Optimistic") y tres de Hail To The Thief ("The Gloaming", "Myxomatosis" y "Where I End And You Begin").
El álbum fue grabado y filmado en un estudio en Covent Garden por el colaborador de Radiohead, Nigel Godrich, para el programa de televisión From the Basement.

## Lista de canciones
- Todos fueron escritos por Radiohead.

1. "Weird Fishes/Arpeggi" – 5:20
2. "15 Step" – 3:56
3. "Bodysnatchers" – 4:16
4. "Nude" - 4:21
5. "The Gloaming"
6. "Myxomatosis"
7. "House of Cards" - 5:29
8. "Bangers & Mash" - 3:31
9. "Optimistic"- 4:44
10. "Reckoner" - 5:03
11. "Videotape" - 4:47
12. "Where I End And You Begin" - 4:29
13. "All I Need" - 3:48
14. "Go Slowly" - 3:48